# Họ Trứng cá
Họ Trứng cá (danh pháp khoa học: Muntingiaceae) là một họ nhỏ mới được tách ra từ họ cũ là họ Đoạn (Tiliaceae) với chỉ 3 loài, phân bổ trong 3 chi.
Họ Trứng cá có thể được nhận ra nhờ các phiến lá có răng cưa, mọc thành 2 hàng với gốc lá không đối xứng và các lá gốc (prophyll) tựa như các lá bắc dị hình. Hoa của chúng là chùm ngoài nách lá, tràng hoa dạng mở bằng mảnh vỏ, đài hoa khi ở dạng chồi bị gập nếp và có vấu, nhị hoa nhiều.
Một số đặc trưng của họ Trứng cá (thiếu lá kèm; hạt không có vỏ bọc) có thể gợi ý rằng họ này có thể thuộc về nhóm cơ bản trong bộ Cẩm quỳ (Malvales). Các đặc trưng của mô thứ cấp non trong chi Muntingia, như các hoa phía ngoài của cụm hoa xòe rộng, libe phân tầng v.v, là tương tự như của các thành viên khác trong bộ Cẩm quỳ. Chi Petenaea có thể có quan hệ gần với nhánh này (Bayer và ctv. 1999).
- Chi Dicraspidia có các lá gốc không đối xứng rõ nét; trên phía gần trục thì chúng dạng tròn, giống như lá và không rụng, trong khi ở phía xa trục thì chúng lại thẳng, mỏng và sớm rụng.
- Chi Muntingia chỉ có các lá gốc gần trục và nó là hẹp (Karima Gaafar). Sensarma (1957) cho rằng các nốt ở chi Muntingia là dạng 3 lỗ.

Chi trứng cá có bầu nhụy thượng, đài hoa sớm rụng và thực giá noãn rủ xuống, hai chi kia có bầu nhụy hạ, thực giá noãn dạng phiến và đài hoa không rụng. Cây trứng cá có các lông đơn tính mọc thẳng đứng bổ sung thêm cho các lông mọc thành búi.
Họ Trứng cá được Takhtajan (1997) đặt trong họ Đoạn - phân họ Neotessmannioideae.

## Các loài
- Dicraspidia donnell-smithii (Standl.): Panama, Costa Rica
- Muntingia calabura (L.): Cây trứng cá, Trung và Nam Mỹ.
- Neotessmannia uniflora (Burret): Peru

IPNI còn liệt kê 2 loài khác thuộc chi Muntingia là:
- Muntingia glabra (Spreng.): Brasil
- Muntingia rosea (H. Karst.)

## Hình ảnh

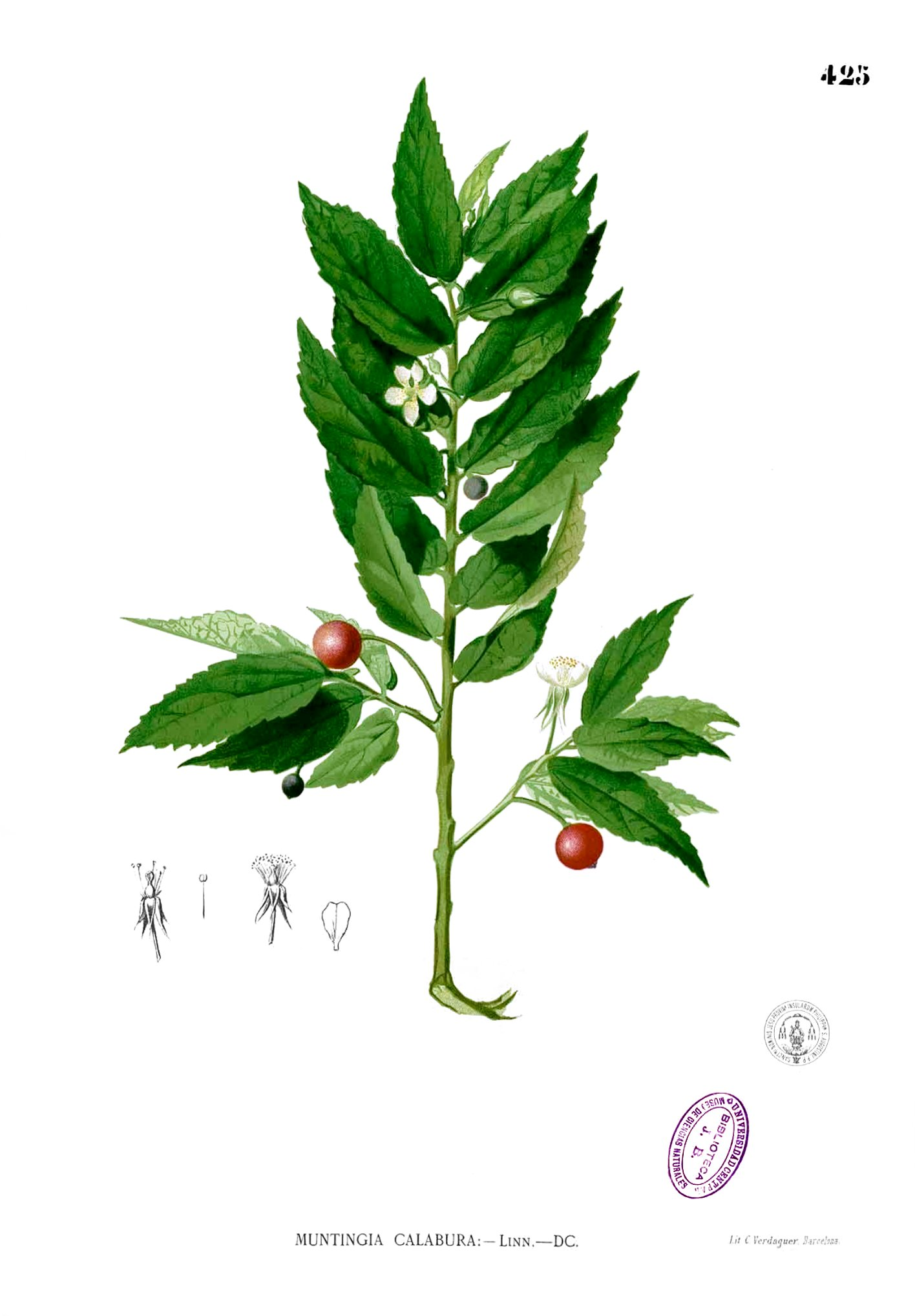
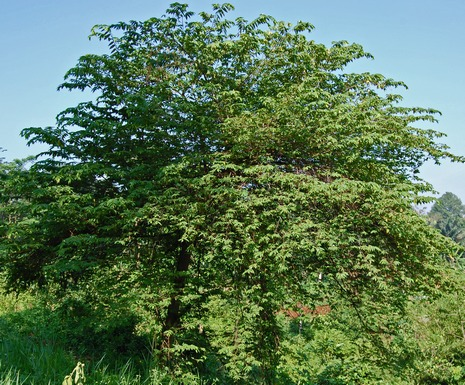
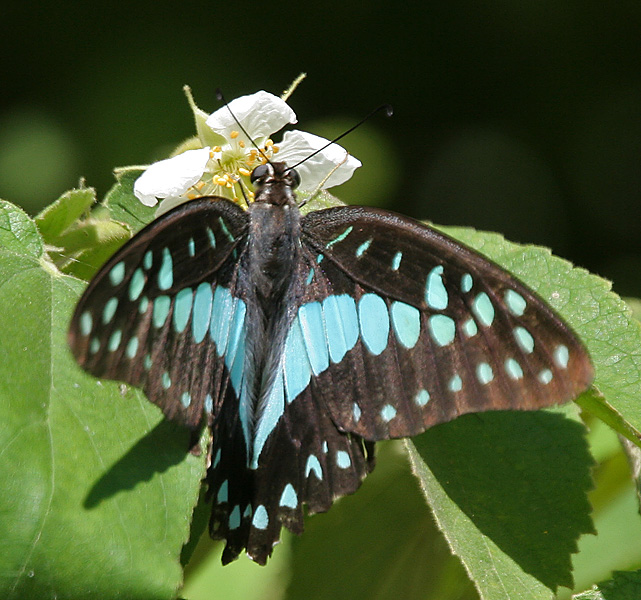
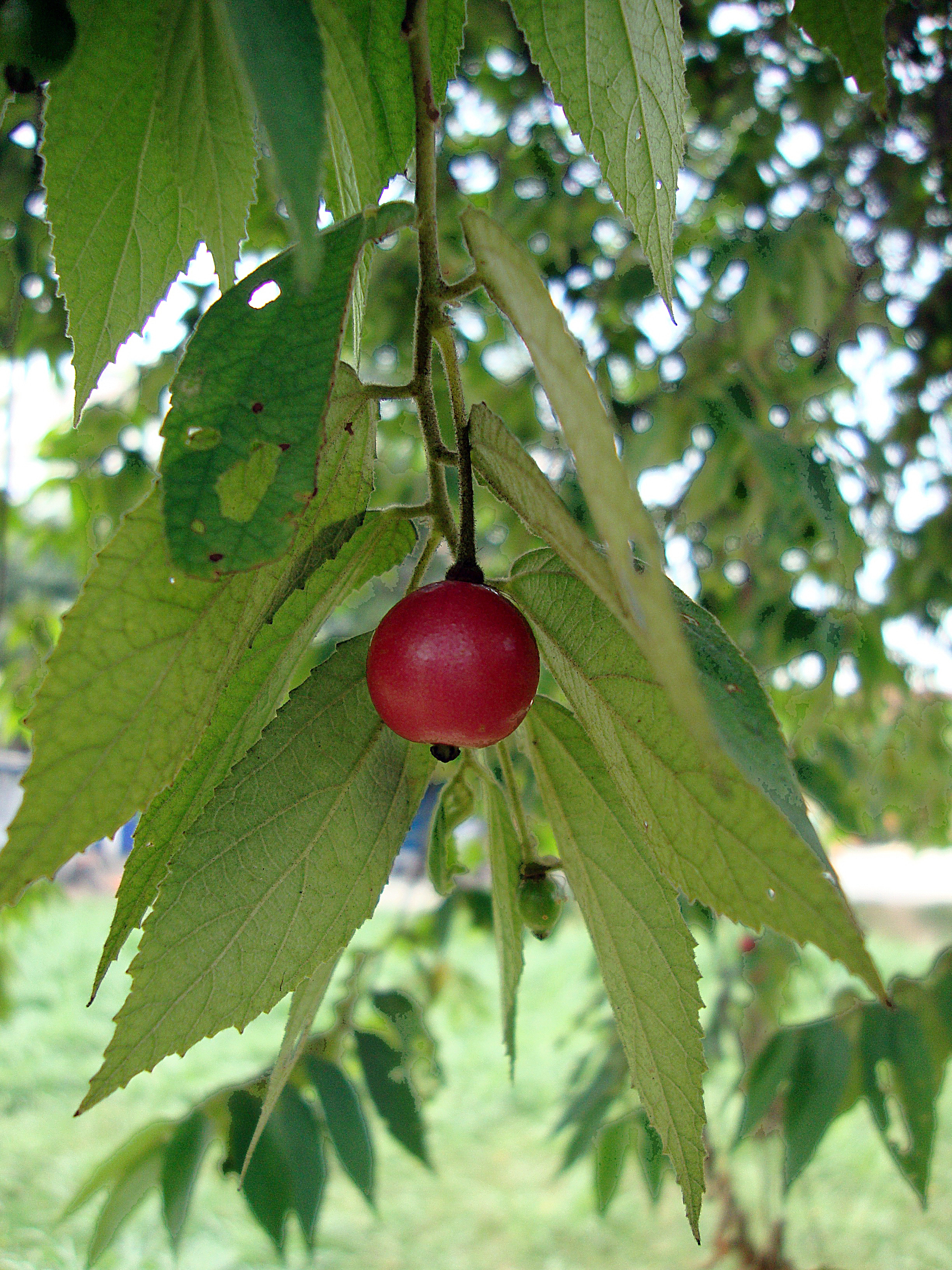